# Sergei Orlov (cầu thủ bóng đá, sinh 1989)
Sergei Aleksandrovich Orlov (tiếng Nga: Серге́й Александрович Орлов; sinh ngày 20 tháng 4 năm 1989) là một cầu thủ bóng đá người Nga. Anh thi đấu cho FC Tekstilshchik Ivanovo.